# Міжнародна політична економія
Міжнародна політична економія (МПЕ) (англ. International Political Economy, IPE) — це дослідження того, як політика формує глобальну економіку, а глобальна економіка — політику. Основна увага в МПЕ зосереджена на владі різних акторів (дійових осіб), таких як національні держави, міжнародні організації та транснаціональні корпорації, формувати міжнародну економічну систему та розподільні наслідки міжнародної економічної діяльності. МПЕ описують як дослідження «політичної битви між переможцями та переможеними в глобальному економічному обміні». 
Центральним припущенням теорії МПЕ є те, що міжнародні економічні явища не існують в жодному значущому сенсі окремо від суб'єктів, які їх регулюють і контролюють. Поряд з формальними економічними теоріями міжнародної економіки, торгівлі та фінансів, які широко використовуються в рамках дисципліни, МПЕ, таким чином, наголошує на вивченні інституцій, політики та владних відносин у розумінні глобальної економіки.
Основні проблемні сфери МПЕ часто поділяють на чотири широкі предметні області: 1) міжнародна торгівля, 2) міжнародна валютно-фінансова система, 3) транснаціональні корпорації та 4) економічний розвиток і нерівність. Ключовими суб'єктами дослідження можуть бути міжнародні організації, транснаціональні корпорації та суверенні держави.
Міжнародна політична економія є основною субдисципліною міжнародних відносин, де вона виникла в 1960-х і 1970-х роках, викликана зростанням міжнародних економічних установ, таких як Світовий банк, Міжнародний валютний фонд і Генеральна угода з тарифів і торгівлі, поряд з економічними потрясіннями, такими як падіння золотого стандарту, нафтова криза 1973 року та рецесія 1970-х років .  МПЕ також є основною сферою вивчення історії, особливо економічної історії, де вчені вивчають історичну динаміку міжнародної політичної економії.  